# ベネディクト・アントニオ・アンジェリ
アントニーニョ（ポルトガル語: Antoninho）ことベネディクト・アントニオ・アンジェリ（ポルトガル語: Benedicto Antonio Angeli, 1939年2月10日 - 2021年6月3日）は、ブラジル・サンパウロ州出身のサッカー選手、サッカー指導者。

## 来歴
現役時代はボタフォゴFCなど、国内リーグでのプレーが中心だったが、セリエAのフィオレンティーナに所属したこともある。引退後もボタフォゴFCとの関りは深く、GM・監督から下部組織のコーチまで、様々な役職を務めた。
アントニーニョが日本でコーチをするようになったのは、息子のヘジスの様子を見にきたことがきっかけである。ヘジスは当時、旧JFLの柏レイソルに所属していたが、そのころの柏にはGKコーチが居らず、現役時代にGKだったアントニーニョが練習を手伝うようになった。その後、1994年に正式にGKコーチに就任し、その年のJリーグ昇格に貢献した。 1995年２nd ステージでは、最下位の成績で監督を解任されたゼ・セルジオの後任として監督に就任し、1stステージ最下位だった柏を建て直しセカンドステージは、5位に導いた。柏には1996年まで在籍し、1995年のNICOSシリーズでは監督を、1996年には総監督を務めた。
2002年にボタフォゴFCのGMを辞任してからはフリーだったが、2004年、清水エスパルス監督として9年ぶりにJリーグの現場に復帰したが、同シーズンの開幕から不振が続き、1stステージ終了後に辞任した。
2021年6月3日に死去した。

## 選手歴
- パルメイラスユース 1956-1957
- ボタフォゴFC 1958-1959
- ACFフィオレンティーナ 1959-1962
- ボタフォゴFC 1962-1968
- アメリカFC 1969
- コメルシアウFC（ポルトガル語版） 1970
- セルトンジーニョFC 1971-1972

## 指導歴
- ボタフォゴFCジュニアチームコーチ 1977
- ボタフォゴFCコーチ 1978-1981
- アメリカFC (サンパウロ) 1982
- ウベラバFC 1983
- コメルシアルFC 1984
- フランカーナFC 1985-1986
- インダイアトーバEC 1987
- ECピラスヌンゲンシ 1988
- センタオンジーニョFC 1989-1991
- ボタフォゴFCユース 1992-1993
- 柏レイソルGKコーチ 1994-1995
- 柏レイソル 1995.7月-12月
- 柏レイソル総監督 1996
- ボタフォゴFC 1997
- ピラスヌンガFC 1998
- ボタフォゴFCコーチ 1999-2000
- ボタフォゴFC・GM 2001-2002
- 清水エスパルス 2004

## タイトル

### 選手時代
ACFフィオレンティーナ
- コッパ・イタリア:1回（1960-61）
- UEFAカップウィナーズカップ:1回（1960-61）